# Liste der Monuments historiques in Hardivillers
Die Liste der Monuments historiques in Hardivillers führt die Monuments historiques in der französischen Gemeinde Hardivillers auf.

## Liste der Bauwerke
| Bezeichnung           | Beschreibung                 | Standort                   | Kennzeichnung | Schutzstatus | Datum | Bild |
| --------------------- | ---------------------------- | -------------------------- | ------------- | ------------ | ----- | ---- |
| Boutique de tisserand | Weberatelier, erbaut um 1800 | 15, rue des Jardins (Lage) | PA00114994    | Classé       | 1992  |      |

## Liste der Objekte
- Monuments historiques (Objekte) in Hardivillers in der Base Palissy des französischen Kultusministeriums